# Bataille de Miyajima
La bataille de Miyajima (厳島合戦, Itsukushima Kassen) de 1555 est la seule bataille jamais livrée sur l'île sacrée de Miyajima; toute l'île est considérée comme un sanctuaire shinto et aucune naissance ni décès n'est autorisé sur l'île. D'importants rituels de purification ont lieu après la bataille pour nettoyer le sanctuaire et l'île de la pollution de la mort.
La bataille de Miyajima est le point tournant dans la campagne pour le contrôle du clan Ōuchi et de la province d'Aki, province d'importance stratégique pour établir le contrôle de l'ouest de  Honshū. Il s'agit d'une étape importante pour le clan Mōri qui s'empare de la position la plus avancée dans l'ouest du Japon et cimente la réputation de Mōri Motonari comme rusé stratège.

## Contexte
En 1551, Sue Harukata se rebelle contre son seigneur Ōuchi Yoshitaka et le force à commettre le seppuku. Sue met en place le seigneur suivant de son clan, Ōuchi Yoshinaga mais dans les faits dirige le clan Ōuchi et ses armées en vue d'une expansion militaire. En 1554, Mōri Motonari, en tant que vassal du clan Ōuchi, veut venger Yoshitaka trahi et se rebelle contre Sue dont les ambitions territoriales épuisent les ressources du clan. La force en grande infériorité numérique des Mōri attaque et défait Sue à la bataille d'Oshikibata. Mōri quitte ensuite le continent pour construire un fort, appelé château de Miyao, sur Miyajima, tout faisant savoir son inquiétude qu'il ne pourra pas tenir longtemps contre une attaque.

## La bataille
Le château de Miyao est construit sur une colline près du Itsukushima-jinja et face au continent, ce qui en fait une cible visible et tentante. Sue réquisitionne une flotte de navires marchands et prépare les troupes du clan Ōuchi pour traverser le canal. Dans les premières heures du 15 octobre, Sue attaque le château de Miyao par un assaut frontal amphibie. Pendant ce temps, Mōri profite de son absence pour s'emparer du château de Sakurao, le château de Sue sur le continent.
Son point d'embarquement une fois sécurisé, Mōri Motonari poursuit l'exécution de son plan. Il demande l'aide de pirates locaux qui acceptent de transporter ses troupes à Miyajima. La flotte transportant les forces Mōri lève l'ancre lors d'un puissant orage. Leur approche ainsi masquée, Motonari et deux de ses fils, Kikkawa Motoharu et Mōri Takamoto, débarquent sur la côte est de l'île, à l'arrière de la force des Sue. Pendant ce temps, Kobayakawa Takakage, troisième fils de Motonari, navigue tout droit vers le château de Miyao dans une manœuvre feinte puis se retire afin d'être en mesure de revenir le lendemain, son attaque cette fois synchronisée avec l'assaut terrestre. À l'aube, Takakage et ses 1 500 hommes débarquent devant la petite forteresse et le son des trompes de coque signale que toutes les unités sont en position et l'attaque commence. Tandis que la force de Takakage se précipite vers la porte d'entrée du château de Miyao, Mōri et ses troupes atteignent la position Ōuchi par l'arrière. Saisies par surprise, la plupart des troupes Ōuchi se dispersent en tous sens. Des centaines essayent de nager jusqu'à la terre ferme et se noient. Beaucoup voient que la défaite est inévitable et commettent le seppuku. Au 18 octobre 1555, toute résistance a cessé au prix d'environ 4 700 pertes parmi l'armée des Ōuchi. Sue Harukata s'échappe des confins du château de Miyao mais quand il voit qu'il est impossible de quitter l'île, il se suicide également par seppuku.

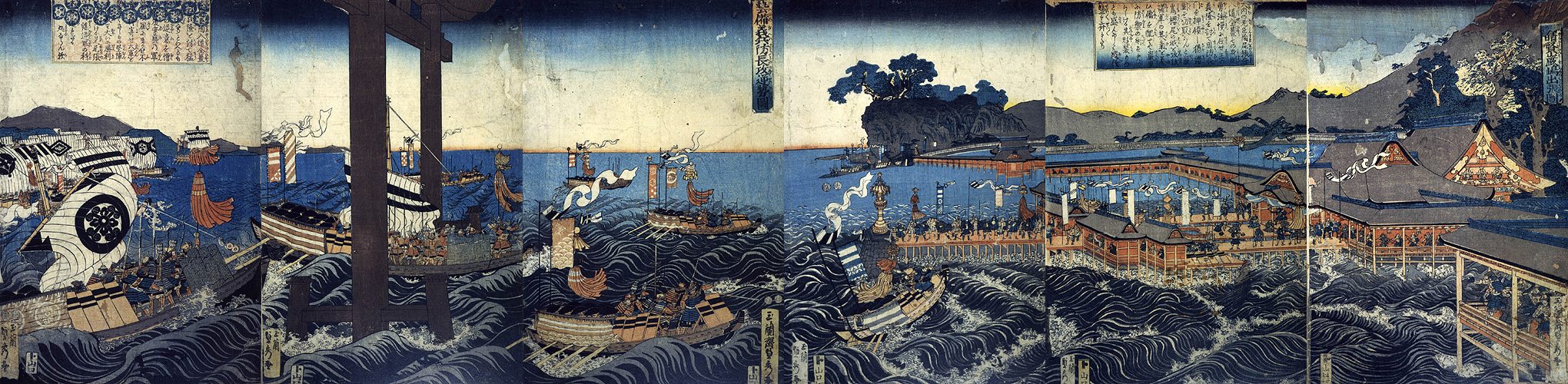
Emaki représentant l'invasion par les forces Mōri (ca.1855)

## Postérité
Immédiatement après la bataille, Mōri Motonari ordonne que les corps des soldats tombés soient emportés sur le continent et que l'ensemble du champ de bataille soit ensuite purifié du sang versé, au point que les bâtiments sont lavés et le sol imbibé de sang retiré de l'île. Plus tard, le clan Mōri finance plusieurs projets de construction ou de rénovation de l'île. Les restes de Sue Harukata sont transportés vers le continent et positivement identifiés au château de Sakurao avant de se voir accorder des funérailles et une inhumation dans le cimetière d'un proche temple bouddhiste dans la ville moderne de Hatsukaichi, préfecture de Hiroshima.
On estime que les forces des Sue à Miyajima étaient composées d'au moins 20 000  à   30 000 hommes et bien que les estimations concernant les forces combinées sous le commandement de Mōri Motonari varient de 4 000  à   10 000 hommes,, il est clair que les Mōri étaient en forte infériorité numérique. Cette victoire permet au clan Mōri d'accéder à une position prééminente dans l'ouest du Japon et établit sa réputation pour la stratégie et la tactique navale.

## Source de la traduction
- (en) Cet article est partiellement ou en totalité issu de l’article de Wikipédia en anglais intitulé « Battle of Miyajima » (voir la liste des auteurs).